# Mistrzostwa świata w szachach 1990

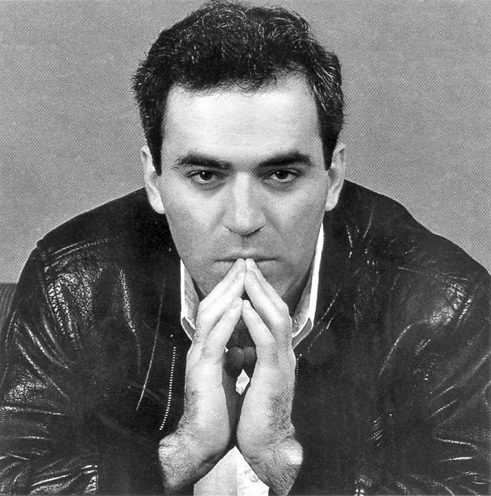
Mistrz świata 1990, Garri Kasparow

Mistrzostwa świata w szachach 1990 – mecz szachowy, pomiędzy aktualnym mistrzem świata – Garrim Kasparowem, a zwycięzcą meczów pretendentów – Anatolijem Karpowem, rozegrany pod egidą Międzynarodowej Federacji Szachowej FIDE. Mecz odbył się w dwóch miastach: w Nowym Jorku od 8 października 1990  do 7 listopada 1990 oraz w Lyonie od 24 listopada do 31 grudnia 1990.
Kasparow wygrał mecz 12½ do 11½ i zachował tytuł mistrza świata. Był to piąty pojedynek pomiędzy Kasparowem a Karpowem o mistrzostwo świata.

## Zasady
Regulamin przewidywał rozegranie 24 partii. Mecz mógł się skończyć wcześniej jeżeli jeden z zawodników zdobędzie 12½ lub 13 punktów. W przypadku remisu 12:12 mistrzem świata pozostaje Kasparow. 
Sędzią głównym meczu był Geurt Gijssen z Holandii.
|                   | Ranking | 1 | 2 | 3 | 4 | 5 | 6 | 7 | 8 | 9 | 10 | 11 | 12 | 13 | 14 | 15 | 16 | 17 | 18 | 19 | 20 | 21 | 22 | 23 | 24 | Punkty |
| ----------------- | ------- | - | - | - | - | - | - | - | - | - | -- | -- | -- | -- | -- | -- | -- | -- | -- | -- | -- | -- | -- | -- | -- | ------ |
| Anatolij Karpow   | 2730    | ½ | 0 | ½ | ½ | ½ | ½ | 1 | ½ | ½ | ½  | ½  | ½  | ½  | ½  | ½  | 0  | 1  | 0  | ½  | 0  | ½  | ½  | 1  | ½  | 11½    |
| Garri Kasparow[a] | 2800    | ½ | 1 | ½ | ½ | ½ | ½ | 0 | ½ | ½ | ½  | ½  | ½  | ½  | ½  | ½  | 1  | 0  | 1  | ½  | 1  | ½  | ½  | 0  | ½  | 12½    |